# Jochtalbahn
Die Jochtalbahn (auch Kabinenbahn Jochtal genannt) ist eine Achtpersonengondelbahn nach dem Umlaufprinzip in Vals in Südtirol, die zum Skigebiet des über 2000 Meter hohen Jochs führt. Dort gibt es eine Reihe weiterer Lifte.

## Technische Daten
|                                   | Kabinenbahn Jochtal  | Sessellift Hinterberg | Sessellift Steinermandl |
| --------------------------------- | -------------------- | --------------------- | ----------------------- |
| Erbauer                           | Doppelmayr           | Doppelmayr            | Doppelmayr              |
| Höhe Bergstation                  | 2007 m               | 2088 m                | 2120 m                  |
| Höhe Talstation                   | 1374 m               | 1814 m                | 1820 m                  |
| Höhendifferenz                    | 633 m                | 274 m                 | 300 m                   |
| Schräge Länge                     | 1862 m               | 970 m                 | 711 m                   |
| Fahrgeschwindigkeit               | 5 m/s                | 5 m/s                 | 2,5 m/s                 |
| Anzahl der Gondeln/Sessel         | 36                   | 40                    | 52                      |
| Fassungsvermögen je Gondel/Sessel | 8 Personen           | 6 Personen            | 4 Personen              |
| maximale Förderleistung           | 1200 Personen/Stunde | 2200 Personen/Stunde  | 1195 Personen/Stunde    |
| Stützen                           | 18                   | 12                    | 10                      |

## Andere Lifte
Am Ortseingang von Vals befinden sich die Schlepplifte Schilling (Höhendifferenz von 102 Metern auf 740 Metern Länge, Förderleistung 900 Personen/Stunde) und Tasa (auf 1170 Metern Länge eine Höhendifferenz von 155 Metern, Förderleistung 900 Personen/Stunde). Sie enden beide an der Talstation des Schlepplifts Schwandt (Höhendifferenz von 156 Metern auf 860 Metern Streckenlänge, Förderleistung 650 Personen/Stunde), die Skifahrer noch höher hinaufbringt.